# Reinaldo Lourenço
Reinaldo Lourenço (Presidente Prudente, 1960) é um estilista brasileiro. Foi casado com a também estilista Glória Coelho com quem teve um filho o estilista Pedro Lourenço.

## Carreira
Iniciou a carreira como assistente da então futura esposa Glória Coelho e trabalhou como produtor da consultora de moda Costanza Pascolato na Editora Abril.
Daí, foi estudar na França no Studio Berçot com a diretora Marie Ruckie. 
Em 1984, lançou a própria marca, posteriormente desenvolveu uma coleção de camisetas para a Hering e lançou uma linha de jóias em parceria com a indústria Denoir.
As roupas do estilista podem ser encontradas em suas loja no bairro dos Jardins, em São Paulo, em mais de 120 multimarcas brasileiras e em butiques chiques dos Estados Unidos, França, Reino Unido, Itália e Japão. Atualmente o estilista desfila duas coleções anuais na São Paulo Fashion Week.
O estilista já fez duas coleções para a rede de Fast fashion C&A.